# Török Bankház
A Török Bankház – hivatalos nevén 1906-tól: Török A. és Társa Bankház Részvénytársaság – egyike volt azoknak a fővárosi pénzintézeteknek, amelyek egy korabeli szerencsejáték, az osztálylottó (osztálysorsjáték) szervezésével lett ismertek. A vállalkozást 1897-ben alapították, 1906 május 8-án alakult át részvénytársasággá, és a második világháborút követően szűnt meg.

## Története
Magyarországon 1897-ben váltotta fel a lottót az úgynevezett osztálysorsjáték szerencsejáték, melynek lebonyolítását – a szelvények kibocsátását, forgalmazását és a nyeremények kifizetését – pénzügyi vállalkozásokra bízták. Az osztálysorsjáték hamar népszerű lett, különösen a szerény egzisztenciájúak körében. A vágyott nagy nyeremény sokakat ösztökélt szelvényvásárlásra, amelyekből ráadásul korlátozott mennyiséget bocsátottak ki, és a kibocsátásokat igen erős reklámkampány kísérte. A Török Bankház szlogene: TÖRÖK szerencséje ÖRÖK számos korabeli sajtótermék oldalain szerepelt, később szállóigévé vált. Idézték az Országgyűlésben, bekerült a hétköznapi beszéd szójátékai közé, 1924-ben még kabarédalocska is született belőle (Losonczy Dezső, Harmath Imre).

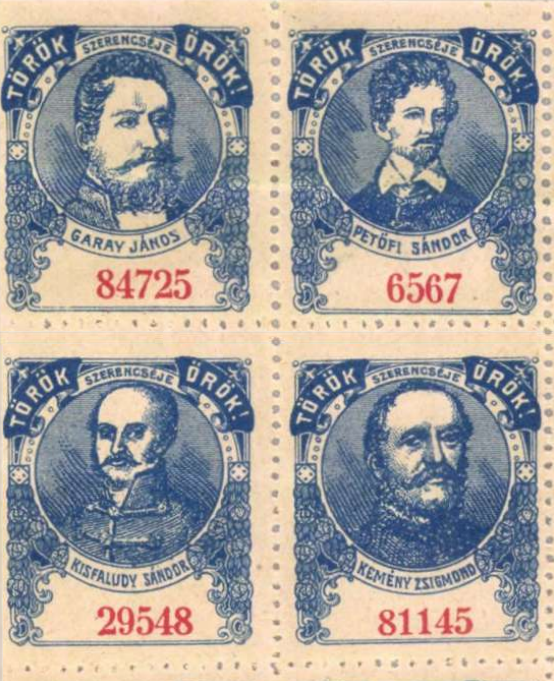
Osztálysorsjáték-szelvények 1908-ból hírességek arcképével.

Azt, hogy ki volt a bank nevében szereplő Török A., nem tudjuk. Az sem kizárt, hogy nem létező személy volt, mivel az 1872–1906 közti időszak pénzügyi vállalkozói közül hasonló nevű személyről nem írtak a lapok (a bank nevének idegennyelvű fordításaiban a törököt mint nemzetiséget szokás megadni). 1906-tól, mikor a bank részvénytársasággá vált, és így a tulajdonosi kör a részvényesekből állt, csak a vállalkozás vezetőinek a neve maradt fenn. Dr. Kanizsai Sándor, Lindner Arnold, dr. Stein (Steiner?) Lajos, Stein László, Steinkurt Edgár, Stein Mór (ügyvezető igazgató), Stux Hugó, Stein Mátyás neve maradt fenn az 1924-1941 között megjelent Gazdasági, pénzügyi és tőzsdei kompasz kiadványaiból. Közülük egyedül Stein Mátyásról (1852?–1919) van információ: ő Hamburgból érkezett Magyarországra 1895 körül, kifejezetten azért, hogy az osztálysorsjáték szervezése terén szerzett tapasztalatait kamatoztassa. Feltehető tehát, hogy a Török Bankháznak a kezdetektől vezető tisztviselője, ha ugyan nem a tulajdonosa is volt. Halálakor már a bankház elnökeként emlegették.  A vállalkozás mindvégig igen nyereségesen működött, erről a nyilvános közgyűlési meghívók árulkodnak, amelyekben minden évben napirendi pont volt a nyereség felhasználásának kérdése.

## Székháza
A szerencsejátékra szakosodott bankok, mint a Benkő, a Dörge, a Kiss és Gaedicke bankház, valamint a Lukács Vilma és Fia cég neveivel ellentétben a Török Bankház neve az osztálysorsátékok 1950-es megszüntetése után is fennmaradt gazdagon díszített, ma is álló, Szervita tér 3. szám alatti banképülete révén. A bank kezdetben a Váci körút (ma: Bajcsy-Zsilinszky út) 4. szám alatt működött, majd átköltöztek a Teréz körút 46. szám alá. A Szervita téri telket 1905-ben Stein Mátyás vásárolta meg, hogy az ott álló kétemeletes ház helyére a bank épületét felépíttesse. A kiírt pályázatot ugyan Kármán Géza Aladár és Ullmann Gyula nyerték meg, azonban mégis a második helyezett Böhm Henrik és Hegedűs Ármin páros tervei alapján építették fel a reprezentatív banki- és lakóépületet.
A korábbi kétemeletes épületet lebontották, ám az erős pincét meghagyták. Erre épült a négyemeletes, szecessziós üzletház. Az épületben irodák voltak, felső oromzatán Róth Miksa hatalmas – Budapesten a legnagyobb – mozaikkompozíciója ad hangsúlyt a homlokzatnak. A középen ábrázolt Szűz Máriáról, a magyarok védőszentjéről leginkább csak Patrona Hungariaeként emlegetett homlokzatdísz fölött Atlasz és egy bibliai emberpár tartottak egy éjszaka kivilágítható földgömböt. Az üveggömböt és az azt tartó szoborcsoportot még 1939-ben távolították el, feltehetően állékonysági problémák miatt.
A bankház 1950-es megszűnését követően az épületben jelentős átépítések történtek: a földszinten üzlethelyiséget és -portált, az emeleti irodákból lakásokat alakítottak ki, a lakók mellett pedig beköltözött a Műszerügyi Intézet (MTA Méréstechnikai és Műszerügyi Intézete).